# Droga krajowa B461 (Niemcy)
Droga krajowa 461 (niem. Bundesstraße 461) – niemiecka droga krajowa przebiegająca z północy na południe z Carolinensiel do Wittmund w Dolnej Saksonii.
Oznakowana jako B461 pod koniec lat 60. XX w. Wcześniej oznakowana była jako B210a.